# История Летбриджа

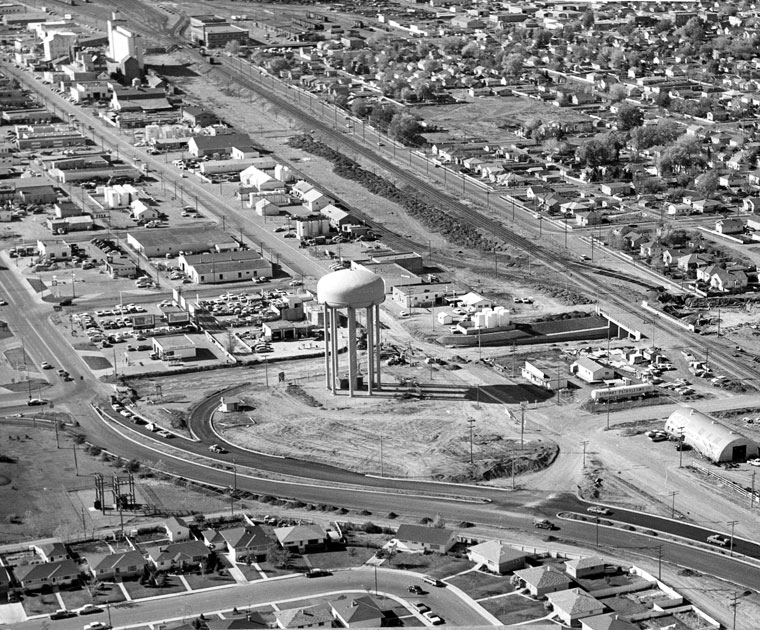
Вид с воздуха на Летбридж, 1963 год.

Современная история Летбриджа уходит корнями в середину XIX века, когда в этом районе были разработаны из угольные шахты, открытые Николасом Шераном в 1874 году. До разработки дрейфующих шахт район Летбриджа, Альберта был частью территории Конфедерации черноногих. Конфедерация состояла из кайна, северных и южных пиеганов и сиксиков.

## XIX век

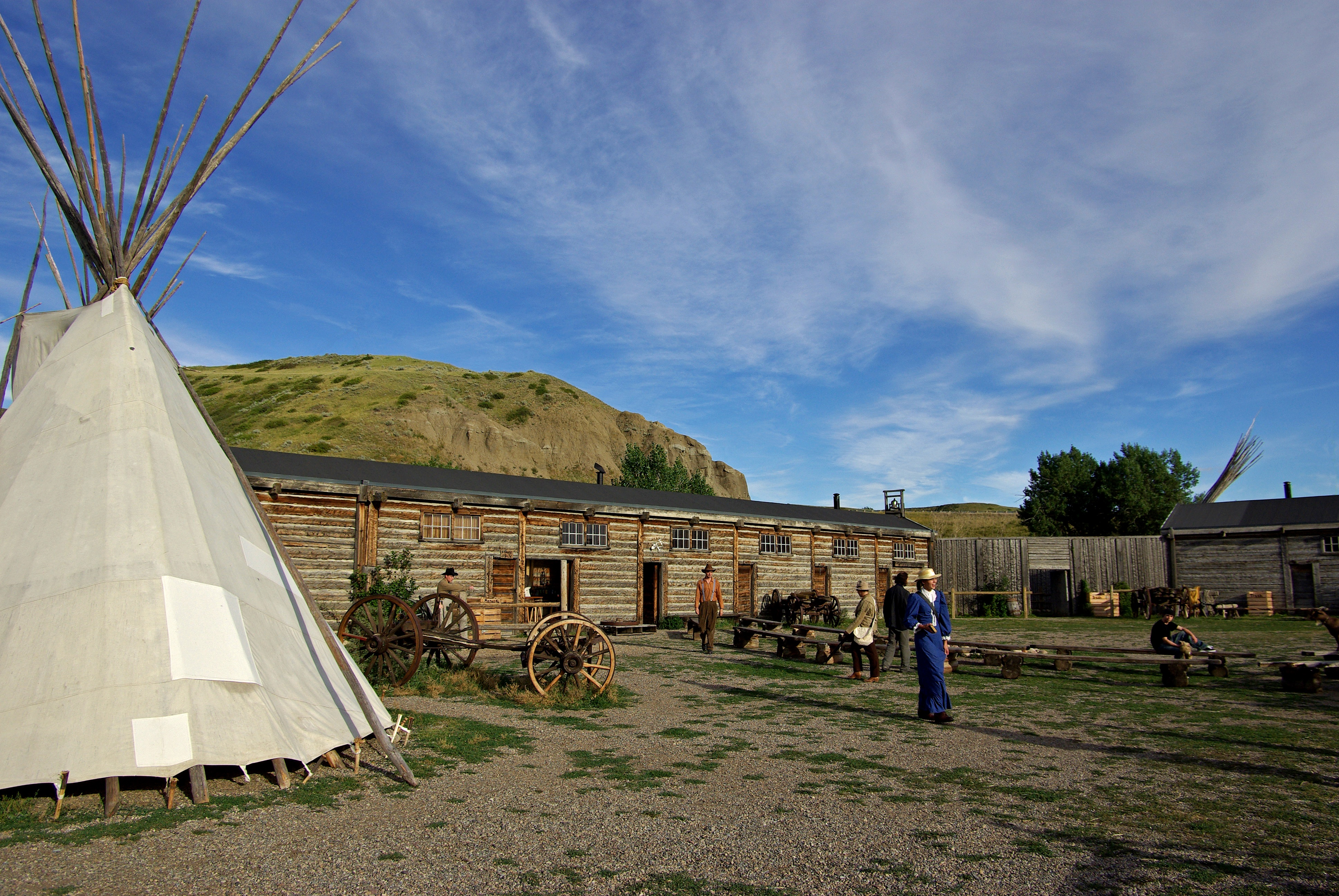
Форт Вуп-Ап, пункт торговли виски, был основан в 1869 году после того, как Армия США запретила торговлю алкоголем с кайна в Монтане.

После того, как Армия США запретила торговлю алкоголем в 1869 году с кайна в Монтане, торговцы Джон Дж. Хили и Альфред Б. Гамильтон открыли пост по продаже виски Форт Хэмилтон возле слива рек Сент-Мэри и Олдмен. Он был сожжён, но его восстановили, и в конце концов он получил название форт Вуп-Ап. Виски, продававшиеся на этом посту, часто представляли собой смесь спирта, речной воды, жевательного табака и щёлочи.
Торговля виски в конечном итоге привела к резне многих ассинибойнов в районе Сайпресс-Хиллз некоторыми американцами в 1873 году. В результате была создана Северо-Западная конная полиция (ныне КККП), и контингент отправился в южную Альберту, чтобы остановить торговлю и навести порядок. СЗКП прибыла в Форт Вуп-Ап 9 октября 1874 года. Позже, в 1875 году, СЗКП учредила пост в Форт-Вуп-ап, арендовав комнату у Хили и Гамильтона. В течение следующих двенадцати лет форт продолжал торговать (хотя и не «виски»), в то же время размещая пост СЗКП.

### Добыча угля
К 1870-м годам Николас Шеран (американский предприниматель) добыл угольный пласт в кули на западной стороне того, что сейчас является рекой Олдмен. Он продал то, что добыл, трейдерам из Монтаны и СЗКП.
Сэр Александр Тилло-Галт был заинтересован в успехе Шерана. Он знал, что скоро в этом районе будет построена трансконтинентальная железная дорога, и поселенцы, которых он привёл бы, создали бы прибыльный рынок для угля.
13 октября 1882 года компания Галта Северо-Западная угольная и навигационная компания открыла первую штольню. возле штольни Шерана. Управлял этой шахтой Уильям Стаффорд. Первым президентом и крупнейшим акционером компании был Уильям Летбридж, в его часть и был назван город.

## XX век
К началу XX века на шахтах было занято около 150 человек и ежедневно добывалось около 300 тонн угля. К моменту пика добычи во время Первой мировой войны на 10 шахтах работало 2000 горняков и производилось 1 миллион тонн угля ежегодно. В то время угольные шахты в районе Летбриджа были крупнейшими производителями угля в Северо-Западных территориях.
После войны увеличение добычи нефти и природного газа привело к снижению добычи угля, и последняя шахта в Летбридже закрылась в 1957 году. Часть этой шахты, Galt No. 8, все ещё стоит сегодня, и местное общество пытается отремонтировать её под музей или интерпретационный центр.

### Железная дорога

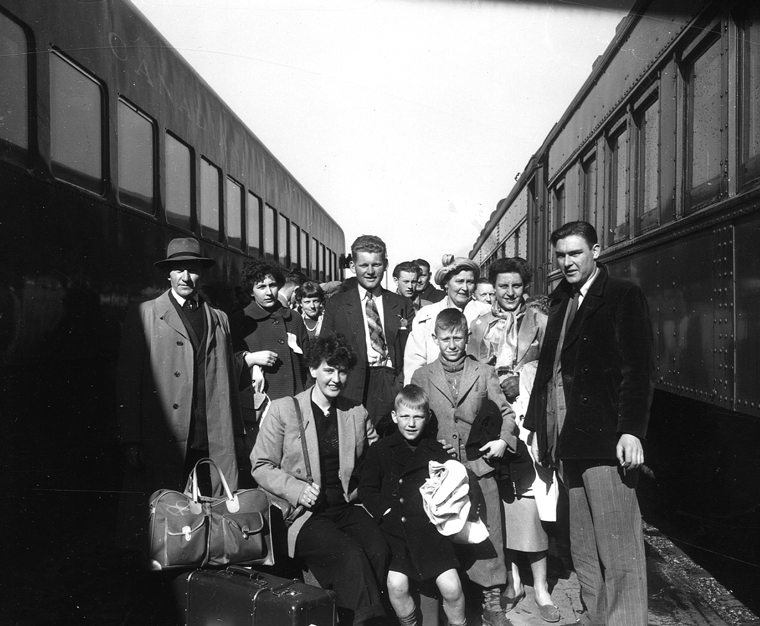
Иммигранты прибывают на станцию Летбридж в 1953 году. Пассажирское железнодорожное сообщение с городом продолжалось до 1971 года.

Первая железнодорожная линия была построена 28 августа 1885 года железнодорожной и угольной компанией Альберты. Линия была продлена на 595 километров за Летбриджем и сыграла важную роль в снабжении основных линий CPR в то время, когда ARCC продала её CPR в 1912 году из-за зависимости железнодорожной отрасли от угля. Усилия по расселению иммигрантов в южной Альберте, железнодорожном центре Летбриджа, сыграли важную роль в экономическом успехе региона. В середине 80-х годов прошлого века железнодорожные пути в центре города Летбридж были перенесены в соседний город Кипп, и Летбридж прекратил работу в качестве узла для железнодорожного сообщения.

### Бунт 1907 года
25 декабря 1907 года произошла ссора в отеле «Даллас» (ныне «Коулбэнкс-инн») на 5-й южной улице в центре Летбриджа. Как сообщается, ссора произошла между китайским сотрудником, работающим в ресторане отеля, и клиентом европеоидной расы.
Слухи о ссоре распространились и каким-то образом переросли в слухи, что сотрудник убил клиента. В результате у отеля собралась большая толпа и разграбила ресторан. Вскоре после этого они переместились в соседний китайский квартал, чтобы нанести там ущерб.
В этот момент местная полиция собралась, чтобы контролировать ситуацию, и мэр Уолтер С. Гэлбрейт прочитал собравшимся закон о массовых беспорядках. В результате всё было взято под контроль, и вскоре толпа разошлась.

## Развитие
После того, как CPR переместил пункт разделения своей линии Crowsnest из форта Маклауд в Летбридж в 1905 году, город стал региональным центром Южной Альберты. Между 1907 и 1913 годами в Летбридже произошел бум развития, что сделало его главным центром сбыта, сбыта и обслуживания в южной части Альберты. Несколько муниципальных проектов, строительный бум и рост цен на недвижимость превратили шахтёрский городок в значительный город.
Частично стимулом для реализации муниципальных проектов, представленных выше, стал 7-й Международный конгресс по сухому земледелию. Ещё в 1911 году в городе не было помещений для проведения мероприятия такого значения. К моменту проведения мероприятия в октябре город потратил 1,35 миллиона долларов на мощение улиц центра города, укладку цементных тротуаров, улучшение системы водоснабжения и канализации, строительство уличной железнодорожной системы, создав Парк Хендерсона и выделив 24 га для Выставочного комплекса. Несмотря на то, что мероприятие привлекло тысячи делегатов со всей Канады и таких мест, как Китай, Италия и Индия, налоговая база города, составляющая всего 8000 человек, не могла поддержать эти улучшения. Город нёс долг долгие десятилетия. Несмотря на это, Lethbridge Herald назвала это событие «величайшей неделей в истории города».
В период между Первой и Второй мировыми войнами город пережил экономический спад. Развитие замедлилось, засуха заставила фермеров покинуть свои фермы, а добыча угля резко упала с пика к 1920 году. После Второй мировой войны ирригация в окрестностях привела к увеличению населения города, что, в свою очередь, способствовало росту местной экономики. Общественный колледж Летбриджа (ныне Летбриджский колледж) открылся в апреле 1957 года, а Летбриджский университет — в 1967 году.